# Distretto di Chakhansur

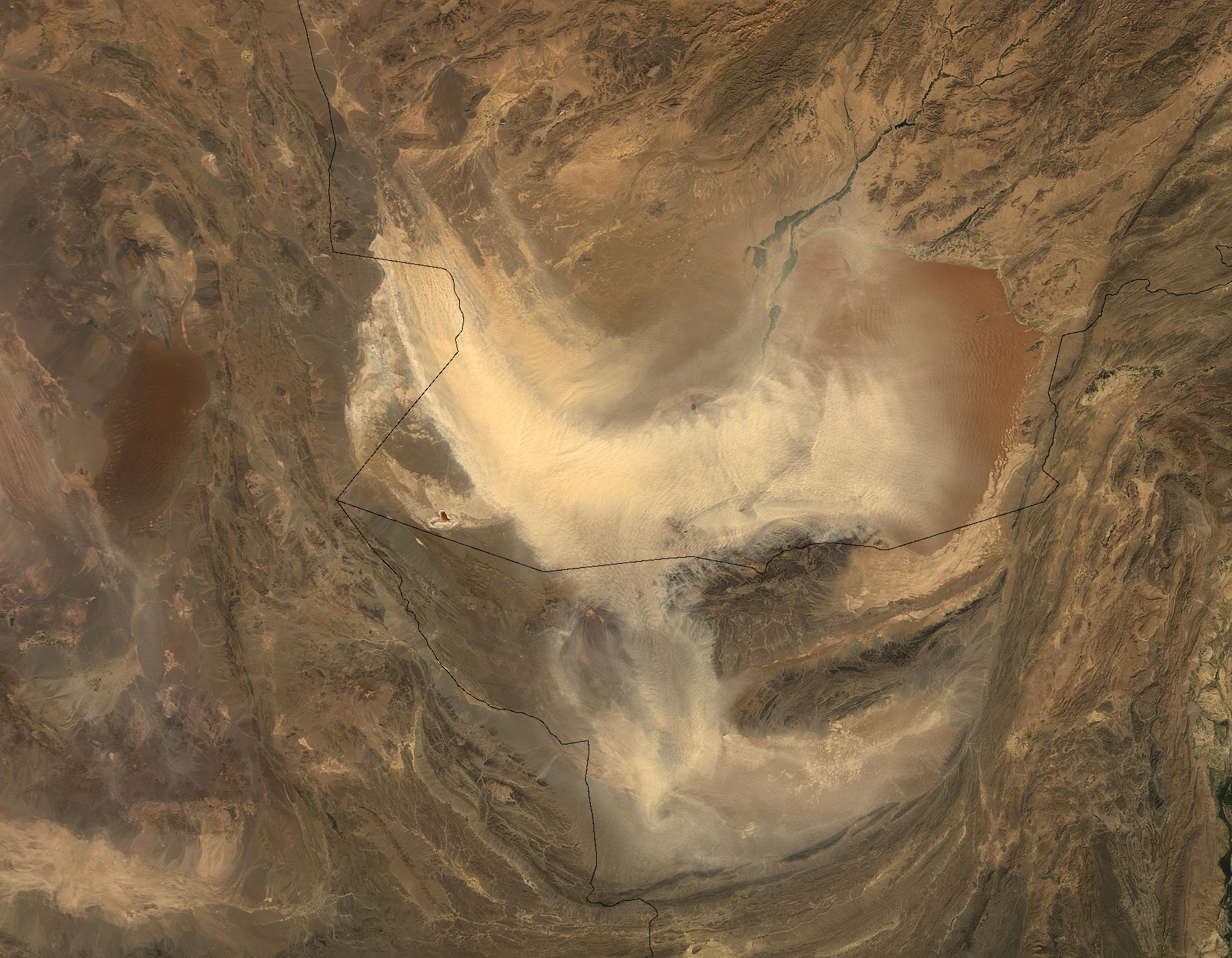
Immagine satellitare dell'Afghanistan meridionale, Pakistan e Iran durante una tempesta di polvere.

Il distretto di Chakhansur è un distretto della provincia del Nimruz, nell'Afghanistan sudoccidentale. La popolazione, assai scarsa, basa la propria economia sull'agricoltura; l'acqua disponibile per l'irrigazione dipende dalle condizioni del Bacino di Sistan, area endoreica periodicamente secca.
Durante il medioevo l'area fu un importante centro culturale lungo la via della Seta; testimonianze più antiche sono adesso coperte dalla sabbia. Nel distretto è ancora possibile osservare antichi canali, simbolo di sistemi di irrigazione precedenti, ormai riempiti di limo e campi coperti di sabbia. La regione attualmente soffre gli effetti di una lunga siccità e si stima che forse 20.000 persone abbiano abbandonato il distretto. Inoltre la zona soffre talvolta di inondazioni..